# Kardinalska imenovanja pape Julija III.
Papa Julije III. za vrijeme svoga pontifikata (1550. – 1555.) održao je 4 konzistorija na kojima je imenovao ukupno 20 kardinala.

## Konzistorij 30. svibnja 1550. (I.)
1. Innocenzo Ciocchi del Monte, usvojeni nećak Njegove Svetosti

## Konzistorij 12. listopada 1551. (II.)
1. Györgi Martinuzzi, O.S.P.P.E., nađvaradski biskup, Mađarska

## Konzistorij 20. studenoga 1551. (III.)
1. Cristoforo Guidalotti Ciocchi del Monte, rođak Njegove Svetosti, marsejski biskup, Francuska
2. Fulvio Giulio della Corgna, O.S.Io.Hieros., biskup Perugije
3. Giovanni Michele Saraceni, materanski nadbiskup, rimski guverner, vice-kamerlengo Svete Rimske Crkve
4. Giovanni Ricci, biskup Chiusija
5. Giovanni Andrea Mercurio, mesinski nadbiskup, Sicilija
6. Giacomo Puteo, nadbiskup Barija
7. Alessandro Campeggio, bolonjski biskup
8. Pietro Bertani, O.P., fanski biskup
9. Fabio Mignanelli, grosetanski biskup
10. Giovanni Poggio, tropeanski biskup
11. Giovanni Battista Cicala, biskup Albenge
12. Girolamo Dandini, imolski biskup
13. Luigi Cornaro, ciparski veliki komtur
14. Sebastiano Antonio Pighini, manfredonijski nadbiskup[a]

## Konzistorij 22. prosinca 1553. (IV.)
1. Pietro Tagliavia d'Aragonia, palermski nadbiskup, Siclija
2. Louis I de Guise de Lorraine, biskup Albyja, Francuska
3. Roberto de' Nobili, pranećak Njegove Svetosti, arezanski klerik
4. Girolamo Simoncelli, pranećak Njegove Svetosti, orvietski klerik